# Brian Winters (giocatore di football americano)
Brian Winters (10 luglio 1991) è un giocatore di football americano statunitense che gioca nel ruolo di offensive guard per gli Arizona Cardinals della National Football League (NFL). Fu scelto nel corso del terzo giro (72º assoluto) del Draft NFL 2013 dai . Al college ha giocato a football coi Kent State Golden Flashes.

## Carriera

### New York Jets
Winters fu scelto nel corso del terzo giro del Draft 2013 dai New York Jets. Debuttò come professionista nella vittoria della settimana 1 contro i Tampa Bay Buccaneers. Nel Monday Night Football della settimana 5 contro gli Atlanta Falcons disputò la prima partita come titolare. La sua stagione da rookie si concluse disputando tutte le 16 partite, di cui 12 come titolare.
Nel 2014, dopo avere iniziato come titolare tutte le prime sei partite, il 13 ottobre contro i Denver Broncos Winters lasciò la partita per un infortunio che il giorno successivo si rivelò una rottura del legamento crociato anteriore, chiudendo in anticipo la sua stagione.

### Buffalo Bills
Il 6 agosto 2020 Winters firmò con i Buffalo Bills.

### Arizona Cardinals
Il 24 marzo 2021 Winters firmò un contratto di un anno con gli Arizona Cardinals.